# Protivanov
Protivanov è un comune mercato della Repubblica Ceca facente parte del distretto di Prostějov, nella regione di Olomouc.